# Liste des mammifères au Monténégro

Carte topographique du Monténégro.

Localisation du Monténégro en Europe.

Cette liste commentée recense la mammalofaune au Monténégro. Elle répertorie les espèces de mammifères monténégrins actuels et celles qui ont été récemment classifiées comme éteintes (à partir de l'Holocène, depuis donc 11 700 ans av. J.‑C.). Cette liste comporte 110 espèces réparties en neuf ordres et 28 familles, dont deux sont « en danger critique d'extinction », une est « en danger », cinq sont « vulnérables », huit sont « quasi menacées » et trois ont des « données insuffisantes » pour être classées (selon les critères de la liste rouge de l'UICN au niveau mondial).
Elle contient au moins six espèces introduites sur ce territoire, qui sont plus ou moins bien acclimatées. Il peut contenir aussi dans cette liste des animaux non reconnus par la liste rouge de l'UICN (un mammifère ici) et ils sont classés en « non évalué » : cela étant dû notamment au manque de données et à des espèces domestiques, disparues ou éteintes avant le XVIe siècle. Il n'existe pas au Monténégro d'espèces et de sous-espèces de mammifères endémiques.

## Statuts de la liste rouge de l'UICN
Les statuts de conservation utilisés par la liste rouge de l'UICN mondiale sont :
| (EX) | Éteint                  | Il n'y a pas le moindre doute sur le fait que le dernier spécimen recensé est mort.                                                                   |
| (EW) | Éteint à l'état sauvage | L'espèce est connue uniquement en captivité ou en tant que population naturalisée bien en dehors de son ancienne aire de répartition.                 |
| (CR) | En danger critique      | L'espèce risque prochainement de s'éteindre à l'état sauvage.                                                                                         |
| (EN) | En danger               | L'espèce fait face à un très gros risque d'extinction à l'état sauvage.                                                                               |
| (VU) | Vulnérable              | L'espèce fait face à un gros risque d'extinction à l'état sauvage.                                                                                    |
| (NT) | Quasi menacé            | L'espèce ne satisfait pas un ou plusieurs des critères prévus qui permettraient de la catégoriser, mais pourrait risquer de s'éteindre dans le futur. |
| (LC) | Préoccupation mineure   | Il n'y a pas de risque identifiable pour l'espèce. |
| (DD) | Données insuffisantes   | Il n'y a pas d'information adéquate qui permettraient de faire une évaluation des risques pour cette espèce.                                          |
| (NE) | Non évalué              | L'espèce n'a pas encore été confrontée aux critères précédents, n'est pas reconnue par l'UICN ou bien s'est éteinte avant le XVIe siècle.             |

## Ordre:Primates

### Famille:Hominidés
| Nom binominal, nom vulgaire et citation d'auteurs | Origine et statut au Monténégro | Aire de répartition                    | Statut UICN mondial | Image         |
| ------------------------------------------------- | ------------------------------- | -------------------------------------- | ------------------- | ------------- |
| Homo sapiens (Homme moderne) Linnaeus, 1758       | Autochtone,                     | Aire de répartition de l'Homme moderne | [ 2 ]               | Homme moderne |

## Ordre:Lagomorphes

### Famille:Léporidés
| Nom binominal, nom vulgaire et citation d'auteurs | Origine et statut au Monténégro | Aire de répartition                    | Statut UICN mondial | Image           |
| ------------------------------------------------- | ------------------------------- | -------------------------------------- | ------------------- | --------------- |
| Lepus europaeus (Lièvre d'Europe) Pallas, 1778    | Autochtone                      | Aire de répartition du Lièvre d'Europe | [ 3 ]               | Lièvre d'Europe |

## Ordre:Rodentiens

### Famille:Castoridés
| Nom binominal, nom vulgaire et citation d'auteurs | Origine et statut au Monténégro | Aire de répartition                     | Statut UICN mondial | Image            |
| ------------------------------------------------- | ------------------------------- | --------------------------------------- | ------------------- | ---------------- |
| Castor fiber (Castor d'Eurasie) Linnaeus, 1758    | Autochtone (Disparu),           | Aire de répartition du Castor d'Eurasie | [ 5 ]               | Castor d'Eurasie |

### Famille:Myocastoridés
| Nom binominal, nom vulgaire et citation d'auteurs | Origine et statut au Monténégro       | Aire de répartition             | Statut UICN mondial | Image    |
| ------------------------------------------------- | ------------------------------------- | ------------------------------- | ------------------- | -------- |
| Myocastor coypus (Ragondin) (Molina, 1782)        | Allochtone (Peut-être non acclimaté), | Aire de répartition du Ragondin | [ 7 ]               | Ragondin |

### Famille:Cricétidés
| Nom binominal, nom vulgaire et citation d'auteurs                        | Origine et statut au Monténégro | Aire de répartition                         | Statut UICN mondial | Image                  |
| ------------------------------------------------------------------------ | ------------------------------- | ------------------------------------------- | ------------------- | ---------------------- |
| Arvicola amphibius (Campagnol terrestre) (Linnaeus, 1758)                | Autochtone                      | Aire de répartition du Campagnol terrestre  | [ 8 ]               | Campagnol terrestre    |
| Chionomys nivalis (Campagnol des neiges) (Martins, 1842)                 | Autochtone                      | Aire de répartition du Campagnol des neiges | [ 9 ]               | Campagnol des neiges   |
| Microtus agrestis (Campagnol agreste) (Linnaeus, 1761)                   | Autochtone                      | Aire de répartition du Campagnol agreste    | [ 10 ]              | Campagnol agreste      |
| Microtus arvalis (Campagnol des champs) (Pallas, 1778)                   | Autochtone                      | Aire de répartition du Campagnol des champs | [ 11 ]              | Campagnol des champs   |
| Microtus levis (Campagnol d'Ondrias) Miller, 1908                        | Autochtone                      | Illustration manquante                      | [ 12 ]              | Campagnol d'Ondrias    |
| Microtus subterraneus (Campagnol souterrain) (de Sélys Longchamps, 1836) | Autochtone                      | Illustration manquante                      | [ 13 ]              | Campagnol souterrain   |
| Microtus thomasi (Campagnol de Thomas) (Barrett-Hamilton, 1903)          | Autochtone                      | Illustration manquante                      | [ 14 ]              | Illustration manquante |
| Myodes glareolus (Campagnol roussâtre) Schreber, 1780                    | Autochtone                      | Aire de répartition du Campagnol roussâtre  | [ 15 ]              | Campagnol roussâtre    |
| Dinaromys bogdanovi (Campagnol de Martino) (Martino, 1922)               | Autochtone                      | Aire de répartition du Campagnol de Martino | [ 16 ]              | Illustration manquante |

### Famille:Muridés
| Nom binominal, nom vulgaire et citation d'auteurs       | Origine et statut au Monténégro | Aire de répartition                     | Statut UICN mondial | Image                  |
| ------------------------------------------------------- | ------------------------------- | --------------------------------------- | ------------------- | ---------------------- |
| Apodemus agrarius (Mulot rayé) (Pallas, 1771)           | Autochtone                      | Illustration manquante                  | [ 17 ]              | Mulot rayé             |
| Apodemus epimelas (Mulot des Balkans) (Nehring, 1902)   | Autochtone                      | Illustration manquante                  | [ 18 ]              | Illustration manquante |
| Apodemus flavicollis (Mulot à collier) (Melchior, 1834) | Autochtone                      | Aire de répartition du Mulot à collier  | [ 19 ]              | Mulot à collier        |
| Apodemus sylvaticus (Mulot sylvestre) (Linnaeus, 1758)  | Autochtone                      | Aire de répartition du Mulot sylvestre  | [ 20 ]              | Mulot sylvestre        |
| Apodemus uralensis (Mulot pygmée) (Pallas, 1811)        | Autochtone                      | Aire de répartition du Mulot pygmée     | [ 21 ]              | Mulot pygmée           |
| Micromys minutus (Rat des moissons) (Pallas, 1771)      | Autochtone                      | Aire de répartition du Rat des moissons | [ 22 ]              | Rat des moissons       |
| Mus musculus (Souris grise) Linnaeus, 1758              | Allochtone (Introduit),         | Aire de répartition de la Souris grise  | [ 23 ]              | Souris grise           |
| Mus spicilegus (Souris des steppes) Petényi, 1882       | Autochtone                      | Illustration manquante                  | [ 25 ]              | Illustration manquante |
| Rattus norvegicus (Rat surmulot) (Berkenhout, 1769)     | Allochtone (Introduit)          | Aire de répartition du Rat surmulot     | [ 26 ]              | Rat surmulot           |
| Rattus rattus (Rat noir) (Linnaeus, 1758)               | Allochtone (Introduit)          | Aire de répartition du Rat noir         | [ 27 ]              | Rat noir               |

### Famille:Spalacidés
| Nom binominal, nom vulgaire et citation d'auteurs  | Origine et statut au Monténégro | Aire de répartition                      | Statut UICN mondial | Image             |
| -------------------------------------------------- | ------------------------------- | ---------------------------------------- | ------------------- | ----------------- |
| Spalax leucodon (Spalax occidental) Nordmann, 1840 | Autochtone                      | Aire de répartition du Spalax occidental | [ 28 ]              | Spalax occidental |

### Famille:Gliridés
| Nom binominal, nom vulgaire et citation d'auteurs     | Origine et statut au Monténégro | Aire de répartition              | Statut UICN mondial | Image          |
| ----------------------------------------------------- | ------------------------------- | -------------------------------- | ------------------- | -------------- |
| Glis glis (Loir gris) Linnaeus, 1766                  | Autochtone                      | Aire de répartition du Loir gris | [ 29 ]              | Loir gris      |
| Dryomys nitedula (Lérotin commun) (Pallas, 1778)      | Autochtone                      | Illustration manquante           | [ 30 ]              | Lérotin commun |
| Muscardinus avellanarius (Muscardin) (Linnaeus, 1758) | Autochtone                      | Aire de répartition du Muscardin | [ 31 ]              | Muscardin      |

### Famille:Sciuridés
| Nom binominal, nom vulgaire et citation d'auteurs | Origine et statut au Monténégro | Aire de répartition                    | Statut UICN mondial | Image         |
| ------------------------------------------------- | ------------------------------- | -------------------------------------- | ------------------- | ------------- |
| Sciurus vulgaris (Écureuil roux) Linnaeus, 1758   | Autochtone                      | Aire de répartition de l'Écureuil roux | [ 32 ]              | Écureuil roux |

## Ordre:Érinacéomorphes

### Famille:Érinacéidés
| Nom binominal, nom vulgaire et citation d'auteurs                  | Origine et statut au Monténégro | Aire de répartition                         | Statut UICN mondial | Image                |
| ------------------------------------------------------------------ | ------------------------------- | ------------------------------------------- | ------------------- | -------------------- |
| Erinaceus roumanicus (Hérisson des Balkans) Barrett-Hamilton, 1900 | Autochtone                      | Aire de répartition du Hérisson des Balkans | [ 33 ]              | Hérisson des Balkans |

## Ordre:Soricomorphes

### Famille:Soricidés
| Nom binominal, nom vulgaire et citation d'auteurs           | Origine et statut au Monténégro | Aire de répartition                             | Statut UICN mondial | Image                 |
| ----------------------------------------------------------- | ------------------------------- | ----------------------------------------------- | ------------------- | --------------------- |
| Crocidura leucodon (Crocidure leucode) (Hermann, 1780)      | Autochtone                      | Aire de répartition de la Crocidure leucode     | [ 34 ]              | Crocidure leucode     |
| Crocidura suaveolens (Crocidure des jardins) (Pallas, 1811) | Autochtone                      | Aire de répartition de la Crocidure des jardins | [ 35 ]              | Crocidure des jardins |
| Suncus etruscus (Pachyure étrusque) (Savi, 1822)            | Autochtone                      | Aire de répartition du Pachyure étrusque        | [ 36 ]              | Pachyure étrusque     |
| Neomys anomalus (Crossope de Miller) Cabrera, 1907          | Autochtone                      | Aire de répartition de la Crossope de Miller    | [ 37 ]              | Crossope de Miller    |
| Neomys fodiens (Crossope aquatique) (Pennant, 1771)         | Autochtone                      | Aire de répartition de la Crossope aquatique    | [ 38 ]              | Crossope aquatique    |
| Sorex alpinus (Musaraigne alpine) Schinz, 1837              | Autochtone                      | Aire de répartition de la Musaraigne alpine     | [ 39 ]              | Musaraigne alpine     |
| Sorex araneus (Musaraigne carrelet) Linnaeus, 1758          | Autochtone                      | Aire de répartition de la Musaraigne carrelet   | [ 40 ]              | Musaraigne carrelet   |
| Sorex minutus (Musaraigne pygmée) Linnaeus, 1766            | Autochtone                      | Aire de répartition de la Musaraigne pygmée     | [ 41 ]              | Musaraigne pygmée     |

### Famille:Talpidés
| Nom binominal, nom vulgaire et citation d'auteurs                  | Origine et statut au Monténégro | Aire de répartition                         | Statut UICN mondial | Image                  |
| ------------------------------------------------------------------ | ------------------------------- | ------------------------------------------- | ------------------- | ---------------------- |
| Talpa caeca (Taupe aveugle) Savi, 1822                             | Autochtone                      | Aire de répartition de la Taupe aveugle     | [ 42 ]              | Taupe aveugle          |
| Talpa europaea (Taupe d'Europe) Linnaeus, 1758                     | Autochtone                      | Aire de répartition de la Taupe d'Europe    | [ 43 ]              | Taupe d'Europe         |
| Talpa stankovici (Taupe des Balkans) V. Martino & E. Martino, 1931 | Autochtone                      | Aire de répartition de la Taupe des Balkans | [ 44 ]              | Illustration manquante |

## Ordre:Chiroptères

### Famille:Molossidés
| Nom binominal, nom vulgaire et citation d'auteurs         | Origine et statut au Monténégro | Aire de répartition                       | Statut UICN mondial | Image              |
| --------------------------------------------------------- | ------------------------------- | ----------------------------------------- | ------------------- | ------------------ |
| Tadarida teniotis (Molosse de Cestoni) (Rafinesque, 1814) | Autochtone                      | Aire de répartition du Molosse de Cestoni | [ 45 ]              | Molosse de Cestoni |

### Famille:Rhinolophidés
| Nom binominal, nom vulgaire et citation d'auteurs             | Origine et statut au Monténégro | Aire de répartition                          | Statut UICN mondial | Image                  |
| ------------------------------------------------------------- | ------------------------------- | -------------------------------------------- | ------------------- | ---------------------- |
| Rhinolophus blasii (Rhinolophe de Blasius) Peters, 1866       | Autochtone                      | Aire de répartition du Rhinolophe de Blasius | [ 46 ]              | Illustration manquante |
| Rhinolophus euryale (Rhinolophe euryale) Blasius, 1853        | Autochtone                      | Aire de répartition du Rhinolophe euryale    | [ 47 ]              | Rhinolophe euryale     |
| Rhinolophus ferrumequinum (Grand Rhinolophe) (Schreber, 1774) | Autochtone                      | Aire de répartition du Grand Rhinolophe      | [ 48 ]              | Grand Rhinolophe       |
| Rhinolophus hipposideros (Petit Rhinolophe) (Bechstein, 1800) | Autochtone                      | Aire de répartition du Petit Rhinolophe      | [ 49 ]              | Petit Rhinolophe       |
| Rhinolophus mehelyi (Rhinolophe de Méhely) Matschie, 1901     | Peut-être autochtone,           | Aire de répartition du Rhinolophe de Méhely  | [ 51 ]              | Rhinolophe de Méhely   |

### Famille:Vespertilionidés
| Nom binominal, nom vulgaire et citation d'auteurs                             | Origine et statut au Monténégro | Aire de répartition                                | Statut UICN mondial | Image                       |
| ----------------------------------------------------------------------------- | ------------------------------- | -------------------------------------------------- | ------------------- | --------------------------- |
| Miniopterus schreibersii (Minioptère de Schreibers) (Kuhl, 1817)              | Autochtone                      | Aire de répartition du Minioptère de Schreibers    | [ 52 ]              | Minioptère de Schreibers    |
| Myotis alcathoe (Murin d'Alcathoé) von Helversen & Heller, 2001               | Autochtone                      | Aire de répartition du Murin d'Alcathoé            | [ 53 ]              | Murin d'Alcathoé            |
| Myotis aurascens (Murin doré) Kuzyakin, 1935                                  | Peut-être autochtone            | Aire de répartition du Murin doré                  | [ 54 ]              | Illustration manquante      |
| Myotis bechsteinii (Murin de Bechstein) (Kuhl, 1817)                          | Peut-être autochtone            | Aire de répartition du Murin de Bechstein          | [ 55 ]              | Murin de Bechstein          |
| Myotis blythii (Petit Murin) (Tomes, 1857)                                    | Autochtone,                     | Aire de répartition du Petit Murin                 | [ 56 ]              | Petit Murin                 |
| Myotis brandtii (Murin de Brandt) (Eversmann, 1845)                           | Autochtone                      | Aire de répartition du Murin de Brandt             | [ 57 ]              | Murin de Brandt             |
| Myotis capaccinii (Murin de Capaccini) (Bonaparte, 1837)                      | Autochtone                      | Aire de répartition du Murin de Capaccini          | [ 58 ]              | Murin de Capaccini          |
| Myotis dasycneme (Murin des marais) (Boie, 1825)                              | Peut-être autochtone,           | Aire de répartition du Murin des marais            | [ 59 ]              | Murin des marais            |
| Myotis daubentonii (Murin de Daubenton) (Kuhl, 1817)                          | Autochtone                      | Aire de répartition du Murin de Daubenton          | [ 60 ]              | Murin de Daubenton          |
| Myotis emarginatus (Murin à oreilles échancrées) (É. Geoffroy, 1806)          | Autochtone                      | Aire de répartition du Murin à oreilles échancrées | [ 61 ]              | Murin à oreilles échancrées |
| Myotis myotis (Grand Murin) (Borkhausen, 1797)                                | Autochtone                      | Aire de répartition du Grand Murin                 | [ 62 ]              | Grand Murin                 |
| Myotis mystacinus (Murin à moustaches) (Kuhl, 1817)                           | Autochtone                      | Aire de répartition du Murin à moustaches          | [ 63 ]              | Murin à moustaches          |
| Myotis nattereri (Murin de Natterer) (Kuhl, 1817)                             | Autochtone                      | Aire de répartition du Murin de Natterer           | [ 64 ]              | Murin de Natterer           |
| Eptesicus nilssonii (Sérotine de Nilsson) (Keyserling & Blasius, 1839)        | Peut-être autochtone            | Aire de répartition de la Sérotine de Nilsson      | [ 65 ]              | Sérotine de Nilsson         |
| Eptesicus serotinus (Sérotine commune) (Schreber, 1774)                       | Autochtone                      | Aire de répartition de la Sérotine commune         | [ 66 ]              | Sérotine commune            |
| Nyctalus lasiopterus (Grande Noctule) (Schreber, 1780)                        | Peut-être autochtone            | Aire de répartition de la Grande Noctule           | [ 67 ]              | Grande Noctule              |
| Nyctalus leisleri (Noctule de Leisler) (Kuhl, 1817)                           | Autochtone                      | Aire de répartition de la Noctule de Leisler       | [ 68 ]              | Noctule de Leisler          |
| Nyctalus noctula (Noctule commune) (Schreber, 1774)                           | Autochtone                      | Aire de répartition de la Noctule commune          | [ 69 ]              | Noctule commune             |
| Pipistrellus kuhlii (Pipistrelle de Kuhl) (Kuhl, 1817)                        | Autochtone                      | Aire de répartition de la Pipistrelle de Kuhl      | [ 70 ]              | Pipistrelle de Kuhl         |
| Pipistrellus nathusii (Pipistrelle de Nathusius) (Keyserling & Blasius, 1839) | Autochtone                      | Aire de répartition de la Pipistrelle de Nathusius | [ 71 ]              | Pipistrelle de Nathusius    |
| Pipistrellus pipistrellus (Pipistrelle commune) (Schreber, 1774)              | Autochtone                      | Aire de répartition de la Pipistrelle commune      | [ 72 ]              | Pipistrelle commune         |
| Pipistrellus pygmaeus (Pipistrelle pygmée) (Leach, 1825)                      | Autochtone                      | Aire de répartition de la Pipistrelle pygmée       | [ 73 ]              | Pipistrelle pygmée          |
| Barbastella barbastellus (Barbastelle d'Europe) (Schreber, 1774)              | Autochtone                      | Aire de répartition de la Barbastelle d'Europe     | [ 74 ]              | Barbastelle d'Europe        |
| Plecotus auritus (Oreillard roux) (Linnaeus, 1758)                            | Autochtone                      | Aire de répartition de l'Oreillard roux            | [ 75 ]              | Oreillard roux              |
| Plecotus austriacus (Oreillard gris) (J. Fischer, 1829)                       | Autochtone                      | Aire de répartition de l'Oreillard gris            | [ 76 ]              | Oreillard gris              |
| Plecotus kolombatovici (Oreillard des Balkans) Dulic, 1980                    | Peut-être autochtone            | Illustration manquante                             | [ 77 ]              | Illustration manquante      |
| Plecotus macrobullaris (Oreillard montagnard) Kuzjakin, 1965                  | Autochtone                      | Aire de répartition de l'Oreillard montagnard      | [ 78 ]              | Oreillard montagnard        |
| Hypsugo savii (Vespère de Savi) (Bonaparte, 1837)                             | Autochtone                      | Aire de répartition de la Vespère de Savi          | [ 79 ]              | Vespère de Savi             |
| Vespertilio murinus (Sérotine bicolore) Linnaeus, 1758                        | Autochtone                      | Aire de répartition de la Sérotine bicolore        | [ 80 ]              | Sérotine bicolore           |

## Ordre:Cétacés

### Famille:Balænoptéridés
| Nom binominal, nom vulgaire et citation d'auteurs       | Origine et statut au Monténégro | Aire de répartition                   | Statut UICN mondial | Image          |
| ------------------------------------------------------- | ------------------------------- | ------------------------------------- | ------------------- | -------------- |
| Balaenoptera physalus (Rorqual commun) (Linnaeus, 1758) | Peut-être autochtone            | Aire de répartition du Rorqual commun | [ 82 ]              | Rorqual commun |

### Famille:Delphinidés
| Nom binominal, nom vulgaire et citation d'auteurs             | Origine et statut au Monténégro | Aire de répartition                               | Statut UICN mondial | Image                      |
| ------------------------------------------------------------- | ------------------------------- | ------------------------------------------------- | ------------------- | -------------------------- |
| Delphinus delphis (Dauphin commun à bec court) Linnaeus, 1758 | Peut-être autochtone            | Aire de répartition du Dauphin commun à bec court | [ 83 ]              | Dauphin commun à bec court |
| Stenella coeruleoalba (Dauphin bleu et blanc) (Meyen, 1833)   | Autochtone                      | Aire de répartition du Dauphin bleu et blanc      | [ 84 ]              | Dauphin bleu et blanc      |
| Tursiops truncatus (Grand Dauphin commun) (Montagu, 1821)     | Autochtone                      | Aire de répartition du Grand Dauphin commun       | [ 85 ]              | Grand Dauphin commun       |
| Globicephala melas (Globicéphale noir) (Traill, 1809)         | Peut-être autochtone            | Aire de répartition du Globicéphale noir          | [ 86 ]              | Globicéphale noir          |
| Grampus griseus (Dauphin de Risso) (G. Cuvier, 1812)          | Peut-être autochtone            | Aire de répartition du Dauphin de Risso           | [ 87 ]              | Dauphin de Risso           |
| Steno bredanensis (Sténo) (G. Cuvier in Lesson, 1828)         | Peut-être autochtone            | Aire de répartition du Sténo                      | [ 88 ]              | Sténo                      |

### Famille:Physétéridés
| Nom binominal, nom vulgaire et citation d'auteurs      | Origine et statut au Monténégro | Aire de répartition                   | Statut UICN mondial | Image          |
| ------------------------------------------------------ | ------------------------------- | ------------------------------------- | ------------------- | -------------- |
| Physeter macrocephalus (Grand Cachalot) Linnaeus, 1758 | Peut-être autochtone            | Aire de répartition du Grand Cachalot | [ 89 ]              | Grand Cachalot |

### Famille:Ziphiidés
| Nom binominal, nom vulgaire et citation d'auteurs             | Origine et statut au Monténégro | Aire de répartition                               | Statut UICN mondial | Image                   |
| ------------------------------------------------------------- | ------------------------------- | ------------------------------------------------- | ------------------- | ----------------------- |
| Ziphius cavirostris (Baleine à bec de Cuvier) G. Cuvier, 1823 | Peut-être autochtone            | Aire de répartition de la Baleine à bec de Cuvier | [ 90 ]              | Baleine à bec de Cuvier |

## Ordre:Artiodactyles

### Famille:Bovidés
| Nom binominal, nom vulgaire et citation d'auteurs | Origine et statut au Monténégro | Aire de répartition                        | Statut UICN mondial | Image               |
| ------------------------------------------------- | ------------------------------- | ------------------------------------------ | ------------------- | ------------------- |
| Bos taurus (Taurin) Linnaeus, 1758                | Autochtone (Disparu)            | Aire de répartition du Taurin              | (NE)                |                     |
| Capra ibex (Bouquetin des Alpes) Linnaeus, 1758   | Autochtone (Disparu)            | Aire de répartition du Bouquetin des Alpes | [ 92 ]              | Bouquetin des Alpes |
| Ovis aries (Mouflon oriental) Linnaeus, 1758      | Allochtone (Introduit)          | Aire de répartition du Mouflon oriental    | [ 94 ]              | Mouflon oriental    |
| Rupicapra rupicapra (Chamois) (Linnaeus, 1758)    | Autochtone                      | Aire de répartition du Chamois             | [ 95 ]              | Chamois             |

### Famille:Cervidés
| Nom binominal, nom vulgaire et citation d'auteurs         | Origine et statut au Monténégro | Aire de répartition                       | Statut UICN mondial | Image              |
| --------------------------------------------------------- | ------------------------------- | ----------------------------------------- | ------------------- | ------------------ |
| Capreolus capreolus (Chevreuil européen) (Linnaeus, 1758) | Autochtone                      | Aire de répartition du Chevreuil européen | [ 96 ]              | Chevreuil européen |
| Cervus elaphus (Cerf élaphe) Linnaeus, 1758               | Autochtone                      | Aire de répartition du Cerf élaphe        | [ 97 ]              | Cerf élaphe        |
| Dama dama (Daim européen) (Linnaeus, 1758)                | Peut-être autochtone            | Aire de répartition du Daim européen      | [ 98 ]              | Daim européen      |

### Famille:Suidés
| Nom binominal, nom vulgaire et citation d'auteurs | Origine et statut au Monténégro | Aire de répartition                       | Statut UICN mondial | Image              |
| ------------------------------------------------- | ------------------------------- | ----------------------------------------- | ------------------- | ------------------ |
| Sus scrofa (Sanglier d'Eurasie) Linnaeus, 1758    | Autochtone                      | Aire de répartition du Sanglier d'Eurasie | [ 99 ]              | Sanglier d'Eurasie |

## Ordre:Carnivores

### Famille:Canidés
| Nom binominal, nom vulgaire et citation d'auteurs | Origine et statut au Monténégro | Aire de répartition                | Statut UICN mondial | Image       |
| ------------------------------------------------- | ------------------------------- | ---------------------------------- | ------------------- | ----------- |
| Canis aureus (Chacal doré) Linnaeus, 1758         | Allochtone, ou autochtone       | Aire de répartition du Chacal doré | [ 102 ]             |             |
| Canis lupus (Loup gris) Linnaeus, 1758            | Autochtone                      | Aire de répartition du Loup gris   | [ 103 ]             | Loup gris   |
| Vulpes vulpes (Renard roux) (Linnaeus, 1758)      | Autochtone                      | Aire de répartition du Renard roux | [ 104 ]             | Renard roux |

### Famille:Ursidés
| Nom binominal, nom vulgaire et citation d'auteurs | Origine et statut au Monténégro | Aire de répartition                | Statut UICN mondial | Image     |
| ------------------------------------------------- | ------------------------------- | ---------------------------------- | ------------------- | --------- |
| Ursus arctos (Ours brun) Linnaeus, 1758           | Autochtone                      | Aire de répartition de l'Ours brun | [ 105 ]             | Ours brun |

### Famille:Mustélidés
| Nom binominal, nom vulgaire et citation d'auteurs     | Origine et statut au Monténégro | Aire de répartition                        | Statut UICN mondial | Image             |
| ----------------------------------------------------- | ------------------------------- | ------------------------------------------ | ------------------- | ----------------- |
| Lutra lutra (Loutre commune) (Linnaeus, 1758)         | Autochtone                      | Aire de répartition de la Loutre commune   | [ 106 ]             | Loutre commune    |
| Martes foina (Fouine) (Erxleben, 1777)                | Autochtone                      | Aire de répartition de la Fouine           | [ 107 ]             | Fouine            |
| Martes martes (Martre des pins) (Linnaeus, 1758)      | Autochtone                      | Aire de répartition de la Martre des pins  | [ 108 ]             | Martre des pins   |
| Meles meles (Blaireau européen) (Linnaeus, 1758)      | Autochtone                      | Aire de répartition du Blaireau européen   | [ 109 ]             | Blaireau européen |
| Mustela lutreola (Vison d'Europe) (Linnaeus, 1761)    | Peut-être autochtone (Disparu), | Aire de répartition du Vison d'Europe      | [ 111 ]             | Vison d'Europe    |
| Mustela erminea (Hermine) Linnaeus, 1758              | Autochtone                      | Aire de répartition de l'Hermine           | [ 112 ]             | Hermine           |
| Mustela nivalis (Belette d'Europe) Linnaeus, 1766     | Autochtone                      | Aire de répartition de la Belette d'Europe | [ 113 ]             | Belette d'Europe  |
| Mustela putorius (Putois d'Europe) Linnaeus, 1758     | Autochtone                      | Aire de répartition du Putois d'Europe     | [ 114 ]             | Putois d'Europe   |
| Neovison vison (Vison d'Amérique) (Schreber, 1777)    | Allochtone (Introduit)          | Aire de répartition du Vison d'Amérique    | [ 115 ]             | Vison d'Amérique  |
| Vormela peregusna (Putois marbré) (Güldenstädt, 1770) | Autochtone                      | Aire de répartition du Putois marbré       | [ 116 ]             | Putois marbré     |

### Famille:Phocidés
| Nom binominal, nom vulgaire et citation d'auteurs                | Origine et statut au Monténégro | Aire de répartition                                 | Statut UICN mondial | Image                        |
| ---------------------------------------------------------------- | ------------------------------- | --------------------------------------------------- | ------------------- | ---------------------------- |
| Monachus monachus (Phoque moine de Méditerranée) (Hermann, 1779) | Autochtone (Disparu)            | Aire de répartition du Phoque moine de Méditerranée | [ 117 ]             | Phoque moine de Méditerranée |

### Famille:Félidés
| Nom binominal, nom vulgaire et citation d'auteurs | Origine et statut au Monténégro | Aire de répartition                 | Statut UICN mondial | Image        |
| ------------------------------------------------- | ------------------------------- | ----------------------------------- | ------------------- | ------------ |
| Felis silvestris (Chat sauvage) Schreber, 1777    | Autochtone                      | Aire de répartition du Chat sauvage | [ 118 ]             | Chat sauvage |
| Lynx lynx (Lynx boréal) (Linnaeus, 1758)          | Autochtone (Peut-être disparu), | Aire de répartition du Lynx boréal  | [ 120 ]             | Lynx boréal  |

### Famille:Herpestidés
| Nom binominal, nom vulgaire et citation d'auteurs                         | Origine et statut au Monténégro | Aire de répartition                         | Statut UICN mondial | Image             |
| ------------------------------------------------------------------------- | ------------------------------- | ------------------------------------------- | ------------------- | ----------------- |
| Herpestes javanicus (Mangouste de Java) (É. Geoffroy Saint-Hilaire, 1818) | Allochtone,                     | Aire de répartition de la Mangouste de Java | [ 122 ]             | Mangouste de Java |